# Glasiologbukta
Die Glasiologbukta (norwegisch für Glaziologenbucht) ist eine 40 km breite Bucht an der Prinzessin-Martha-Küste des ostantarktischen Königin-Maud-Lands. Sie liegt im südwestlichen Teil des Jelbart-Schelfeises.
Norwegische Kartographen, die sie auch benannten, kartierten sie anhand von Luftaufnahmen der Norwegisch-Britisch-Schwedischen Antarktisexpedition (1949–1952).